# 饶毅
饶毅（1962年2月28日—），男，江西省南城县人，出生于江西省南昌市，中国生物学家。北京大学终身讲席教授、北京大学校务委员会副主任。饒毅是中华人民共和国「千人計劃」发起人之一，为北京大学首位全球公开招聘的院长。他也是未来论坛科学委员会发起成员、科学探索奖发起人。创建并运营非盈利性科普类微信公众号平台“饶议科学”。

## 生平
饶毅祖籍江西南城县，1962年出生于南昌。
1978年毕业于南昌市第十中学。1978年进入江西医学院（现南昌大学江西医学院）学习，1983年获学士学位。 1983年至1985年在上海第一医学院（现复旦大学上海医学院）念研究生。1985年赴美留学，1991年毕业于加州大学旧金山分校，获神经科学博士学位。
1991年至1994年任哈佛大学生物化学与分子生物学系博士后。1994年至2004年任圣路易斯华盛顿大学教授。1999年，与蒲慕明、吴建屏、鲁白、梅林建立中国科学院神经科学研究所。2000年，与吴家睿创立BIO2000研究生课程。同年，加入美国国籍。
2002年，与德国科学家施瓦茨创建中国科学院上海交叉学科研究中心。2004年，与王晓东、邓兴旺建立北京生命科学研究所。2004年至2007年任美国西北大学讲席教授。
2007年回到中國，在北大就職，任北京大学生命科学学院院长。2011年放棄美國國籍。2013年，卸任北大生科院院长。2013年，任北京大学IDG/麦戈文脑研究所所长。2016年，任北京大学理学部主任。2018年，任北京脑科学中心主任。2019年6月25日，任首都医科大学校长，于2025年3月卸任。

## 家庭
前妻吴瑛（1963年－2024年），分子生物学家，美籍华人。美国斯坦福大学留学，1991年获博士学位，博士学位论文题目为《乙肝病毒的分子研究》（英語：Molecular studies of hepatitis B virus）。其博士论文开篇第八页注明，"Dedicated to the memory of martyrs of June Fourth, 1989"（“谨以此文纪念一九八九年六月四日的烈士”）。
现任妻子董建瑾（1968年－），律师，九三学社成员。1986年，北京文法学院法律系获学士学位，1997年，北京大学法学院法理学获硕士学位，2002年，美国伊利诺伊理工大学肯特法学院国际比较法硕士，2005年，哥伦比亚大学研究员，2006年，长江商学院EMBA。先后任北京市人民政府公务员，中国华翰集团公司内部法律顾问，观韬律师事务所律师、合伙人、高级合伙人，秦川机床、华兴证券独立董事。

## 社会兼职
北大清华生命科学联合中心主任、加拿大Gairdner医学奖委员会成员。

## 学术贡献
1997年，饶毅证明脊椎动物的双眼来源于同一前体区域（眼形态发生场）。1999年，饶毅发现神经纤维导向的排斥性导向分子Slit，并发现Slit可以作用于包括白细胞在内的多种细胞。解析了排斥性和吸引性导向蛋白发生作用的细胞内信号转导机理。2004年后饶毅研究行为的分子和细胞机理。

## 言论和争议

### 批判中国科研体制
饶毅公开建言改革中国科技体制，2004年与鲁白、邹承鲁联名在《自然》增刊发表文章，建议中华人民共和国科技部只管政策，不管经费。2010年，饶毅与好友施一公（清华大学生命科学学院院长）在《科学》杂志上联合撰文，批判中国的科研经费分配体制和科研文化问题。他们指出，尽管中国研究经费近年来持续以20%的比例增长，但这种增长没有对中国科学研究应有的强大起到促进作用，现行的科研经费分配体制在某种程度上阻碍了中国创新能力的发展。他们认为，中国必须打破研究经费管理中的各种潜规则，建立健康的研究文化，一个简单但非常重要的起点是所有新的研究经费必须基于学术优劣分配，而不能依赖私人关系。

### 預測諾貝爾獎得主
2002年，饶毅评论了21项值得诺贝尔奖的工作，其中9项已经获奖。
2008年10月6日，饒毅在個人的科學網博客發表〈美妙的生物荧光分子与好奇的生物化学家〉一文，介紹下村脩、錢永健等人的成就。饒毅主張下村脩應該獲得諾貝爾獎，但很可能遭到諾獎委員會忽略。兩天後，文章介紹的下村脩、錢永健獲得了諾貝爾化學獎。

### 落选2011年中科院院士引发争议
在2011年中國科學院院士评选中，施一公和饶毅两个学界明星双双落选，引发了舆论对中科院的质疑。2011年12月9日，在新增院士名单出炉后数小时，饶毅便发表了一篇标题为《解剖“逆淘汰”社会现象的一只麻雀》的4000余字博文，为施一公的落选鸣不平。饶毅认为，中科院在院士评选中，重视的不是学术水平、年龄、学术年资、在国内科学贡献大小，而是“在有些人面前低头排队时间的长短”。饶毅当时宣布不再参选院士。而后，施一公在2013年院士评选中当选中科院院士。

### 实名举报学术造假
2019年11月29日，传言首都医科大学校长饶毅实名举报李红良、裴钢、耿美玉造假，饶毅回应称“没有发出，有过草稿”。2021年1月21日，科技部发布调查结论，指三人的论文均未发现有造假，但李红良和耿美玉的论文存在“图片误用”。同日，饶毅向中国科学院学部科学道德建设委员会正式举报裴钢的1篇论文涉嫌学术不端。1月26日，道德委公开发布处理意见称，鉴于联合工作机制对该论文已有明确调查结论，对涉及论文的举报不再进行调查。

### 建议取消张文宏的博士学位
张文宏博士论文涉嫌抄袭的调查结果公布后，饶毅就调查结果发表评论，认为应该取消张文宏的博士学位。

### 对武汉病毒所所长专业水平的质疑
2020年2月，在武汉新冠疫情的关键时期，网传饶毅直接致信中科院院士、武汉大学副校长舒红兵，认为他夫人王延轶担任武汉病毒研究所所长，不合适。因此，饶毅建议，最好的办法，就是她辞职，以免耽误了科学院。

## 社会贡献
- 2020年5月30日，由韩启德、饶毅及饶毅夫人董建瑾等联合发起的科学和医学公共传播“基石奖”正式启动，首期募集资金100万元，分别由饶毅、董建瑾夫妇和王立铭、沈玥夫妇各捐赠50万元[31]。
- 2021年8月，高科技生物制药企业北京原基华毅生物科技有限公司（简称原基华毅）宣布完成A轮融资。原基华毅成立于2018年8月，原基华毅公司的实际控制人为饶毅，法定代表人为董建瑾[32]。